# توم ديماركو
توم ديماركو (بالإنجليزية: Tom DeMarco)‏ (ولد في 20 أغسطس 1940) هو مهندس برمجيات أمريكي، كاتب، ومستشار في مجال هندسة البرمجيات. كان من المطورين الأوائل للتحليل المهيكل في السبعينات.